# برده‌داری در میان سرخپوستان در ایالات متحده آمریکا
برده داری در بین سرخپوستان در ایالات متحده شامل برده داری توسط سرخپوستان و همچنین به بردگی گرفته شدن سرخپوستان تقریباً در ایالات متحده امروزی است. اراضی قبیله ای و تجارت برده‌ها در مرزهای امروزی رایج بود. برخی قبایل سرخپوست قبل و در طول دوره استعمار اروپا اسیران جنگی را به عنوان برده نگه می‌داشتند؛ برخی از سرخپوستان آمریکایی اسیر شدند و توسط دیگران به عنوان برده به اروپایی‌ها فروخته شدند و تعداد کمی از قبایل، در اواخر قرن هجدهم و نوزدهم، به عمل برده داری به عنوان دارایی روی آوردند و تعداد تعداد فزاینده ای از بردگان سیاهپوست داشتند.